# Burg Drachenfels (Siebengebirge)

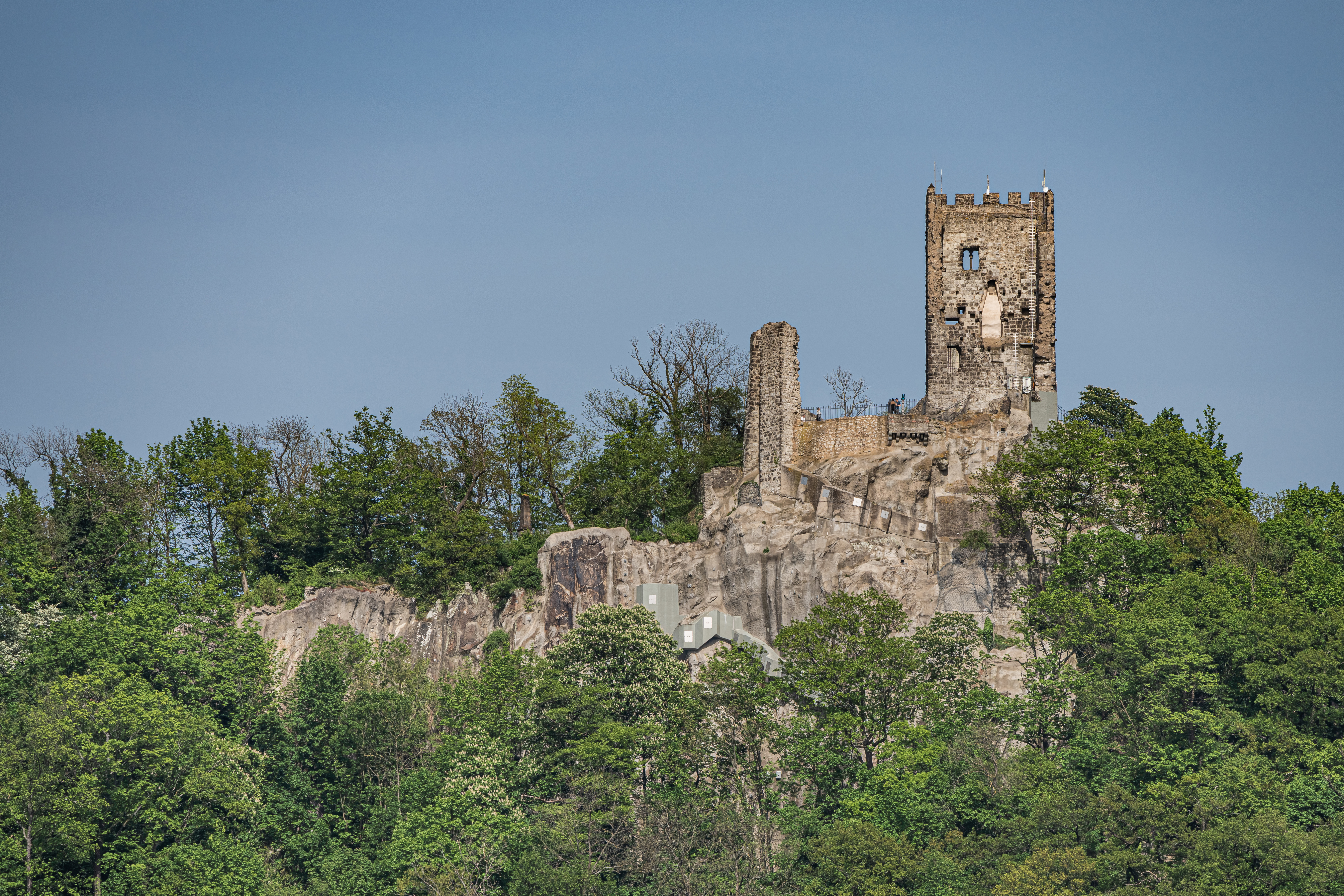
Ansicht von Bonn-Mehlem

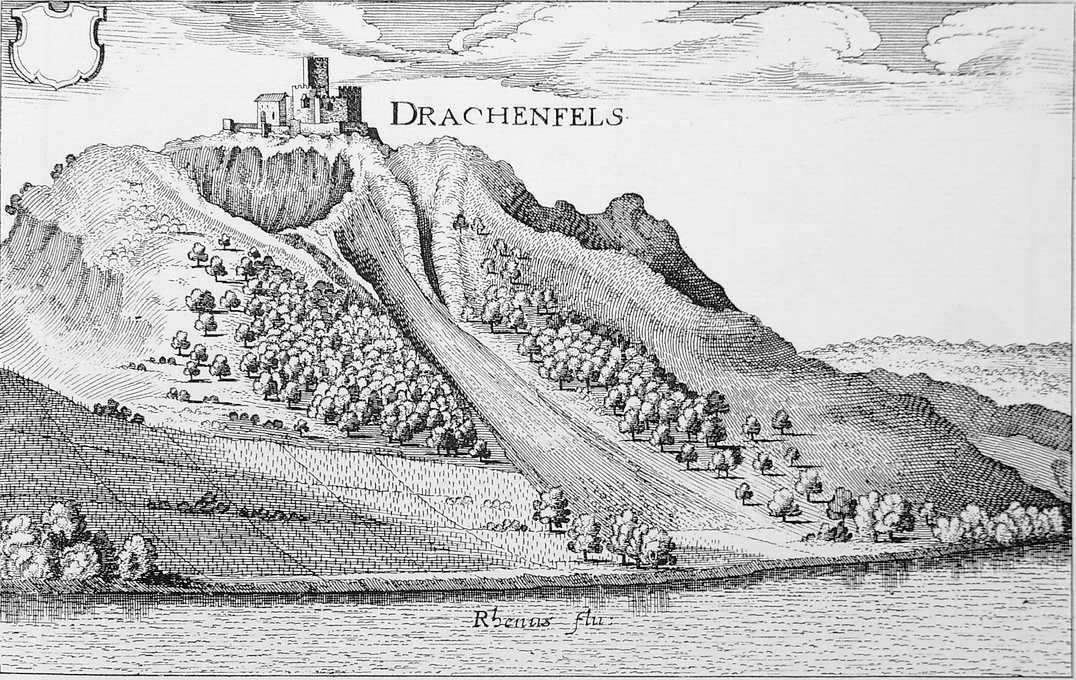
Burg Drachenfels, Stich 17. Jahrhundert mit Rutsche für die Steine

Die Burgruine Drachenfels im Siebengebirge ist der Rest einer Höhenburg auf 321 m ü. NHN, die 1138 vom Kölner Erzbischof Arnold I. begonnen und 1149 von Gerhard von Are, dem Propst des Bonner St.-Cassius-Stiftes, gekauft und fertiggestellt wurde. Sie steht auf dem  gleichnamigen Berg.
Der wohl berühmteste Burggraf Godart wurde durch den Trachyt vom Drachenfels, wichtigstes Baumaterial für den Kölner Dom, sehr vermögend.
1632 eroberten protestantische schwedische Truppen den Drachenfels, die im folgenden Jahr von spanischen Truppen wieder vertrieben wurden. Dies bewegte den Kölner Kurfürsten Ferdinand 1634 zur Schleifung der Außenwerke, um weitere Kampfhandlungen um die Kontrolle der Burg zu verhindern. Nach den Beschädigungen bis 1634 wurde die Burg nicht mehr repariert. 
Im Laufe der Zeit wuchsen die Trachyt-Steinbrüche bis an die Kuppe heran. Als ab 1807 die vollständige Zerstörung drohte, wurde die Abbautätigkeit verboten, nachfolgend 1836 die Bergkuppe von der preußischen Regierung gekauft.
Am 18. Oktober 1819 zogen Bonner Studenten auf den Drachenfels, um den Jahrestag der Völkerschlacht bei Leipzig zu feiern. Unter ihnen war Heinrich Heine, der in seinem Gedicht „Die Nacht auf dem Drachenfels“ diesen burschenschaftlichen Ausflug beschrieb.
1967 kam es zu größeren Felsabbrüchen. Zwischen 1971 und 1973 wurde die Bergkuppe durch Stahlanker und Betonarmierungen gesichert.

## Geschichte

### Entstehungsgeschichte
Mitte des 10. Jahrhunderts erhielt der Kölner Erzbischof Brun die Grafrechte, damit entstand Kurköln, und der Einfluss der Kirche dehnte sich aus. Bei der Ausdehnung der Territorien spielten die Burgen eine große Rolle. In der Regel wurden diese gekauft.
Das Siebengebirge liegt am Anfang der Kölner Bucht und der Bau einer Wehranlage war nur verständlich. Die große Zahl an Burgen ist ein Beleg für die Bedeutung des Standorts: Burg Rolandseck, Godesburg, Wolkenburg und Burg Drachenfels. Auch die Gegner der Kölner Kurfürsten nutzten das Siebengebirge und errichteten die Löwenburg.
Die Idee für den Bau der Burg Drachenfels hatte Erzbischof Arnold I., der 1138 auf den Stuhl des hl. Maternus gewählt wurde. 1149 erkannte Arnold I., dass er die Fertigstellung nicht mehr erleben würde und auch wenn der Berg selber das Baumaterial lieferte, war es eine kostspielige Angelegenheit. Er war zu der Überzeugung gelangt, dass der Bau nicht notwendig war, weil das Erzstift bereits die Wolkenburg besaß.
Arnold fand einen neuen Besitzer für die Baustelle; den Propst des Stiftes St. Cassius in Bonn, dessen Kirche das heutige Münster war. Inhaber war zu dieser Zeit Gerhard von Are, der sich nach der Burg Are bei Altenahr benannte. Zur damaligen Zeit war der Besitz einer Burg eine Ansehensfrage und von Are nutzte die Gelegenheit. Er vollendete den Bau und hatte so einen wirksamen Schutz für seine Bonner Besitzungen.

Wappen derer von Drachenfels

### Burggrafen von Drachenfels

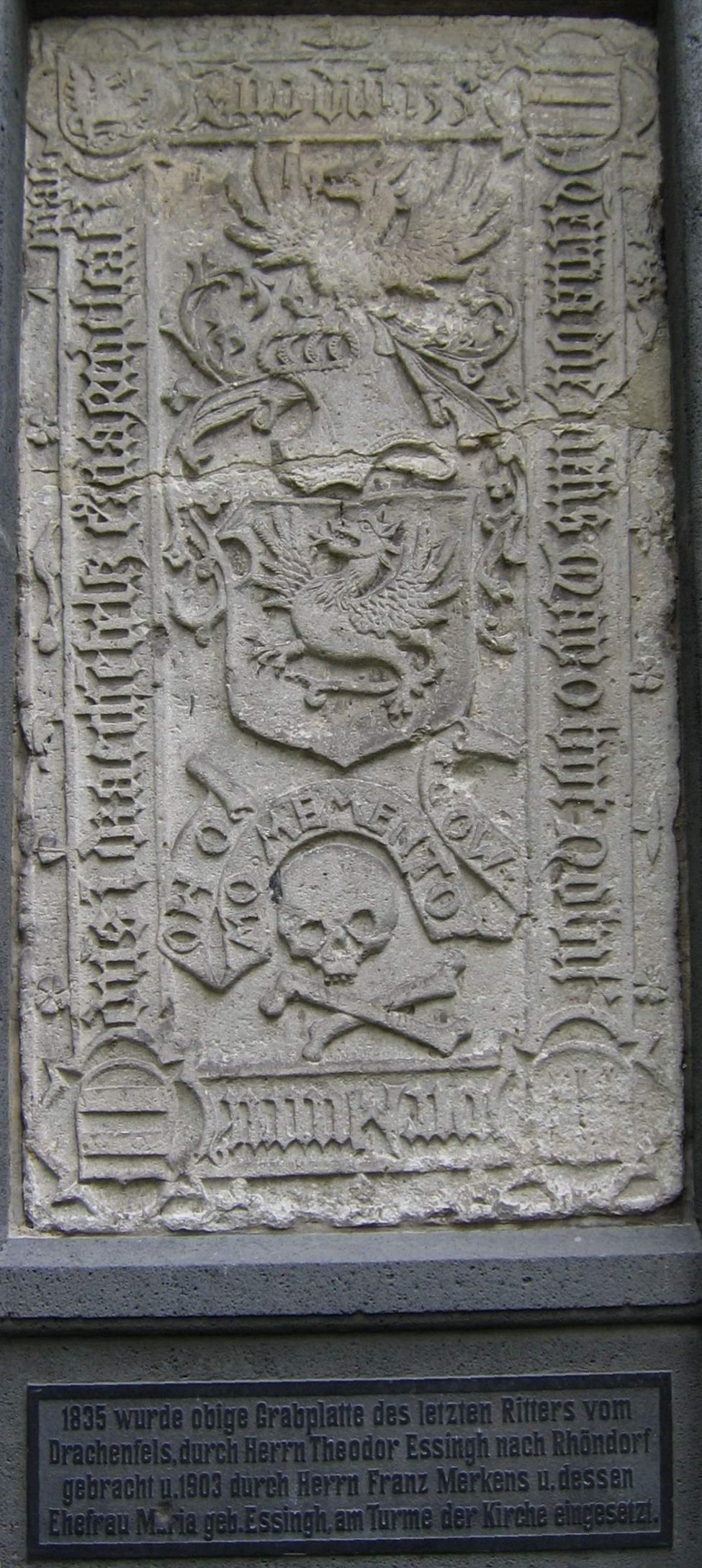
Grabplatte des letzten Drachenfelsgrafen (Heinrich; † 1530)

Die Verwaltung der Burg wurde einem Burggrafen übertragen. Das Lehen ging dabei vom Vater auf den Sohn über. Der erste Burggraf war 1176 Godart, Sohn des Burggrafen Rudolf von Wolkenburg.
Im Folgenden werden die Burggrafen von Drachenfels genannt. Dabei wird nur die erste urkundliche Erwähnung genannt.
- 1176 Godart von Drachenfels
- 1225 Heinrich von Drachenfels
- 1258 Godart von Drachenfels
- 1280 Heinrich von Drachenfels
- 1308 Rutger von Drachenfels
- 1331 Heinrich von Drachenfels
- 1388 Godart von Drachenfels
- 1432 Johann von Drachenfels
- 1455 Godart von Drachenfels und Olbrück[Anm. 1]
- 1457 Heinrich von Drachenfels und Olbrück
- 1476 Claus von Drachenfels und Olbrück[Anm. 2]
- 1526 Heinrich von Drachenfels und Olbrück

Die Hauptlinie erlosch 1530 mit dem Burggrafen Heinrich von Drachenfels.

### Wechselnde Besitzer
Durch Heinrich von Drachenfels’ Tochter Agnes erwarb 1550 deren Gatte Dietrich Herr zu Millendonk und Meiderich die Burg. Mit dem Tode von Johannes II. von Millendonk, mit dem diese Linie erlosch, zog das Erzstift die Burg als erledigtes Lehen ein. 1623 wurde es dem Neffen Johannes II., dem kaiserlichen Generalfeldmarschall Graf Johann Jakob von Bronckhorst-Batenburg verliehen, der 1630 verstarb.
Erst 1642 wurde ein neuer Besitzer gefunden. Gegen die Zahlung von 11.000 Talern erhielt der Freiherr Ferdinand Waldbott von Bassenheim zu Gudenau die Herrschaft Drachenfels. Das Lehen verblieb dieser Linie bis zu deren Aussterben. 1735 wurde das Lehen an Freiherr Johann Jakob Waldbott von Bassenheim zu Bornheim übergeben. Dessen Sohn verkaufte das Lehen 1777 an den Freiherrn Clemens August v. d. Vorst-Lombeck zu Gudenau und dessen Sohn verkaufte 1813 die Kuppe an die Brüder Schäfer in Königswinter. 1827 erwarb dann die Königswinterer Steinhauergewerkschaft diesen Schäferschen Besitz. Bereits zu diesem Zeitpunkt war die Burg eine Ruine und durch den Kauf drohte ihr dasselbe Schicksal wie der Wolkenburg. Die Öffentlichkeit nahm das nicht mehr ohne Kritik hin. Der Kronprinz von Preußen machte sich zum Sachwalter der Erhaltung der Ruine und am 26. April 1836 wurde der Staat endgültig Eigentümer der Kuppe.
Heute ist das Land Nordrhein-Westfalen Eigentümer der Burgruine, während die Hänge des Berges dem Verschönerungsverein für das Siebengebirge gehören.

### Belagerung und Zerstörung
Durch den Bau der Stadtmauer um Bonn Mitte des 13. Jahrhunderts verlor Burg Drachenfels ihre Bedeutung als Schutzbefestigung.
1493 kam es zu einer Belagerung. Claus von Drachenfels wurde von seinem Neffen Ritter Heinrich von Drachenfels erschlagen. Die Brüder Heinrichs blieben in der Burg und der Kölner Erzbischof Hermann von Hessen zog vor die Burg. Nach einer längeren Belagerung gaben sie auf. Erst 1526 wurde der Mörder begnadigt und konnte zurückkehren.
Mit dem Übertritt des Kölner Kurfürsten Gebhard Truchsess von Waldburg zum Protestantismus sollte die Burg noch einmal an Bedeutung gewinnen. Neben dem Schutz von Bonn war es die mögliche Sperrung der Rheintalstraße, die jetzt zum Tragen kam. Der Erzbischof Ernst von Bayern sicherte sich die Benutzung der Burg und vergewisserte 1583 in einem eigenen Vertrag den beiden Inhabern des Lehens, Dietrich und Johann von Millendonk, eine Entschädigung für den Schaden, der ihnen aus der Besetzung mit erzstiftlichen Truppen erwachsen sollte. Für fünf Jahre waren jetzt Truppen in der Burg stationiert. Im Gegensatz zur Godesburg, die bei einer Belagerung während dieser Zeit zur Ruine wurde, blieb die Burg unversehrt.
Während des Dreißigjährigen Krieges wurde sie noch einmal zum Schauplatz von Kampfhandlungen. Im Herbst 1632 nahmen die Schweden unter General Baudissin die Burg ein, doch schon kurze Zeit später mussten sie spanischen Truppen weichen. 1634 beklagt der Kölner Kurfürst die Zerstörung der Burg und vergibt die Einnahmen der Burgkapelle an die Pfarrkirche in Königswinter. Der Burgherr von Drachenfels lebte auf Burg Gudenau und hatte wenig bis gar kein Interesse an dem Erhalt der Wohngebäude und ließ es verfallen.

### Vom Steinbruch zum Kulturgut

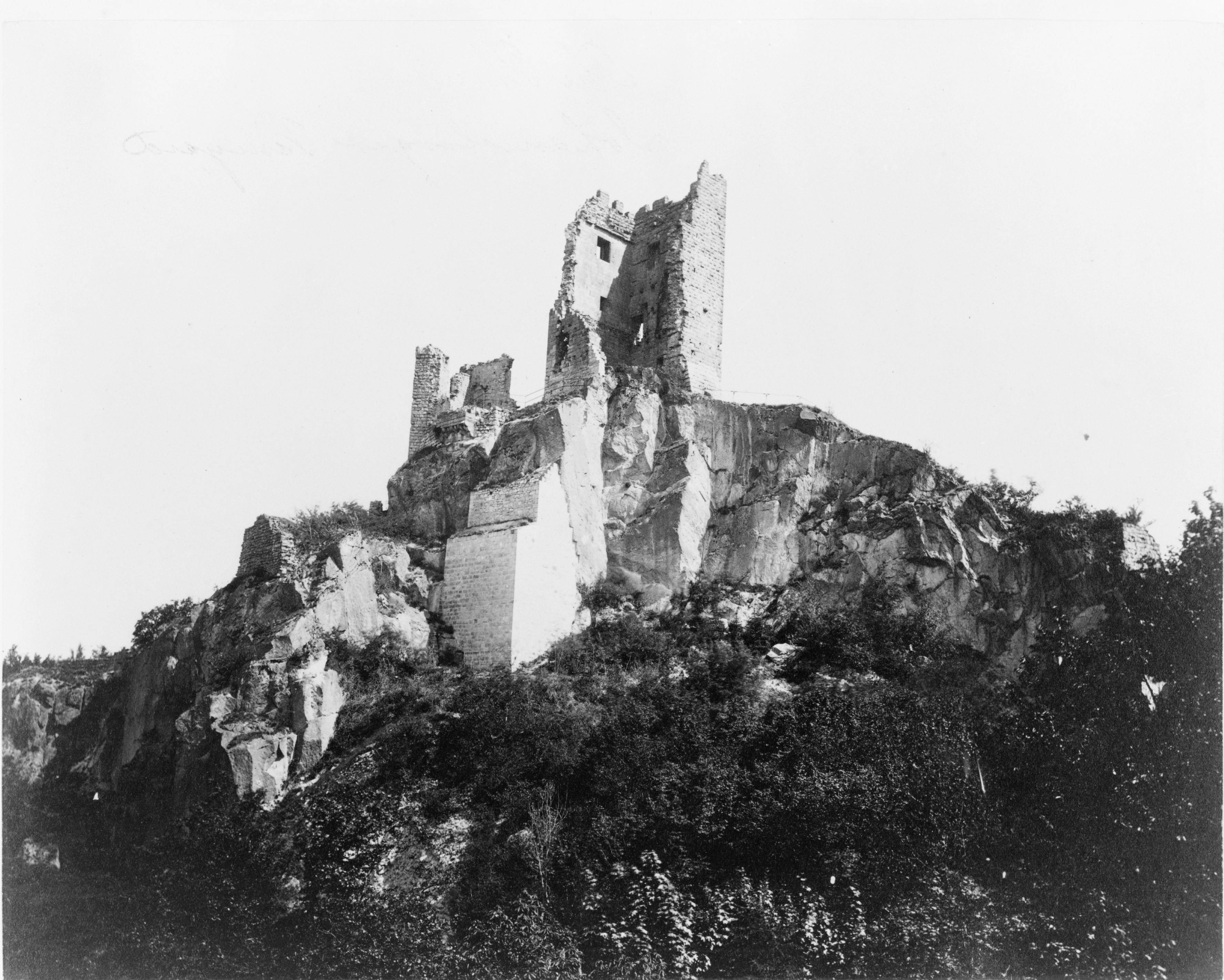
Drachenfels um 1860

Die Burg und die Kuppe bestehen aus wertvollem Trachyt, der im Mittelalter vor allem für den Bau von Kirchen verwendet wurde. Die Außenfassade des Kölner Doms bestand bis zur Einstellung des Baus um 1528 nur aus Drachenfelser Trachyt. Die Burgherren vom Drachenfels nutzten den Schatz, auf dem sie saßen, und verkauften einen Teil ihres Landes an die Kölner Dombauer.
Als 1634 die Burg zerstört war, durften die Ittenbacher die losen Steine für den Bau einer Kapelle nutzen, was sie aber nicht taten. Ein Großteil der Burg blieb bis Mitte des 18. Jahrhunderts erhalten.

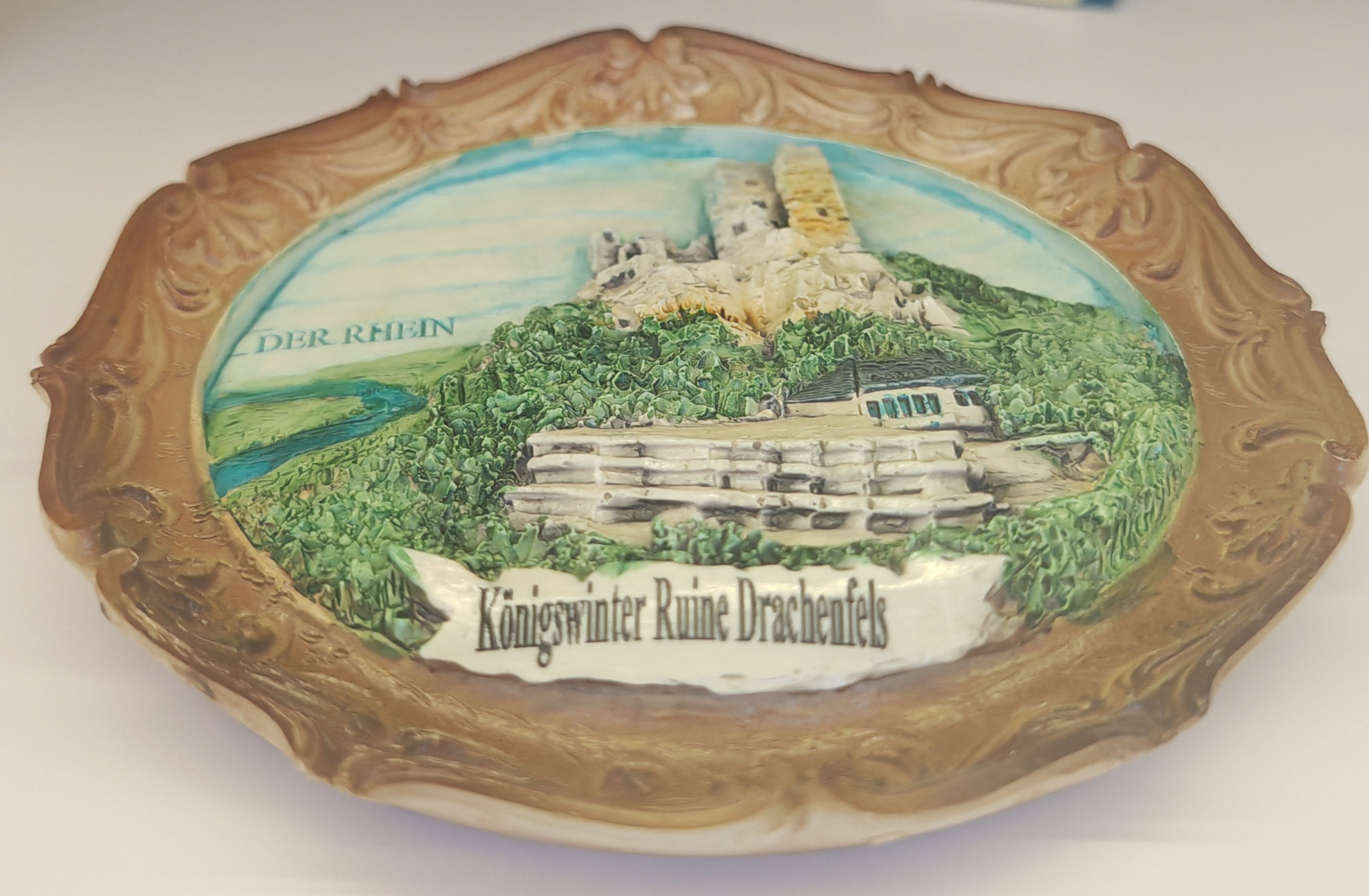
Zierteller mit Motiv der Ruine Drachenfels, 1. Hälfte 20. Jahrhundert

Im Jahr 1788 stürzten die von den Steinbrechern unterhöhlte Südwestseite des Bergfrieds, das an der Rheinseite stehende Wohnhaus und ein Teil der Kapelle in die Tiefe. 1827 kauften die Steinbrecher die Burg. Das hätte das Ende bedeutet. Die Öffentlichkeit informierte die preußische Regierung über die Situation. Der König erließ im Jahre 1829 eine Kabinettsorder, mit der der Ankauf der Kuppe durch den Staat angeordnet wurde. Als 1836 der Staat Besitzer wurde, schrieb die Kölner Zeitung: „Mehr als jemals wird der Drachenfels seine Besucher finden und damit die Anerkennung sich vermehren, daß Deutschlands weite Gaue wohl nur wenige Punkte darzubieten haben, welche diesem, dem Stolz des Rheinlandes, an malerischer Schönheit gleichkommen.“
Die Romantik dieser Zeit war es, die die Ruine rettete, und 1855 wurde aus den Mitteln eines Dispositionsfonds der Bau eines gewaltigen Stützpfeilers finanziert, der den Felsen vor dem Abrutschen und damit den Bergfried vor einer weiteren Zerstörung bewahrte (siehe Foto; Die Burgruine um 1860). Die vorhandenen Ruinen wurden 1891/1892 durch die Regierung instand gesetzt.
1967 kam es zu einem größeren Felssturz und eine geologische Untersuchung ergab, dass die Kuppe instabil geworden war. Das Land Nordrhein-Westfalen finanzierte umfangreiche Sicherungsmaßnahmen, die im November 1971 begannen und 1973 endeten. Zu diesem Zweck wurden zuerst die Hotelanlagen abgerissen, nur die 1936 errichtete Burgschänke blieb erhalten. Stahlanker wurden auf der West- und Südseite durch die gesamte Bergspitze getrieben und halten sie zusammen. Die einzelnen Anker sind durch Betonarmierung miteinander verbunden. 1976 wurde das charakteristische Bergrestaurant fertiggestellt, welches u. a. aufgrund zurückgehender Besucherzahlen 2011 abgerissen und durch einen kleineren Neubau ersetzt wurde.

## Anlage

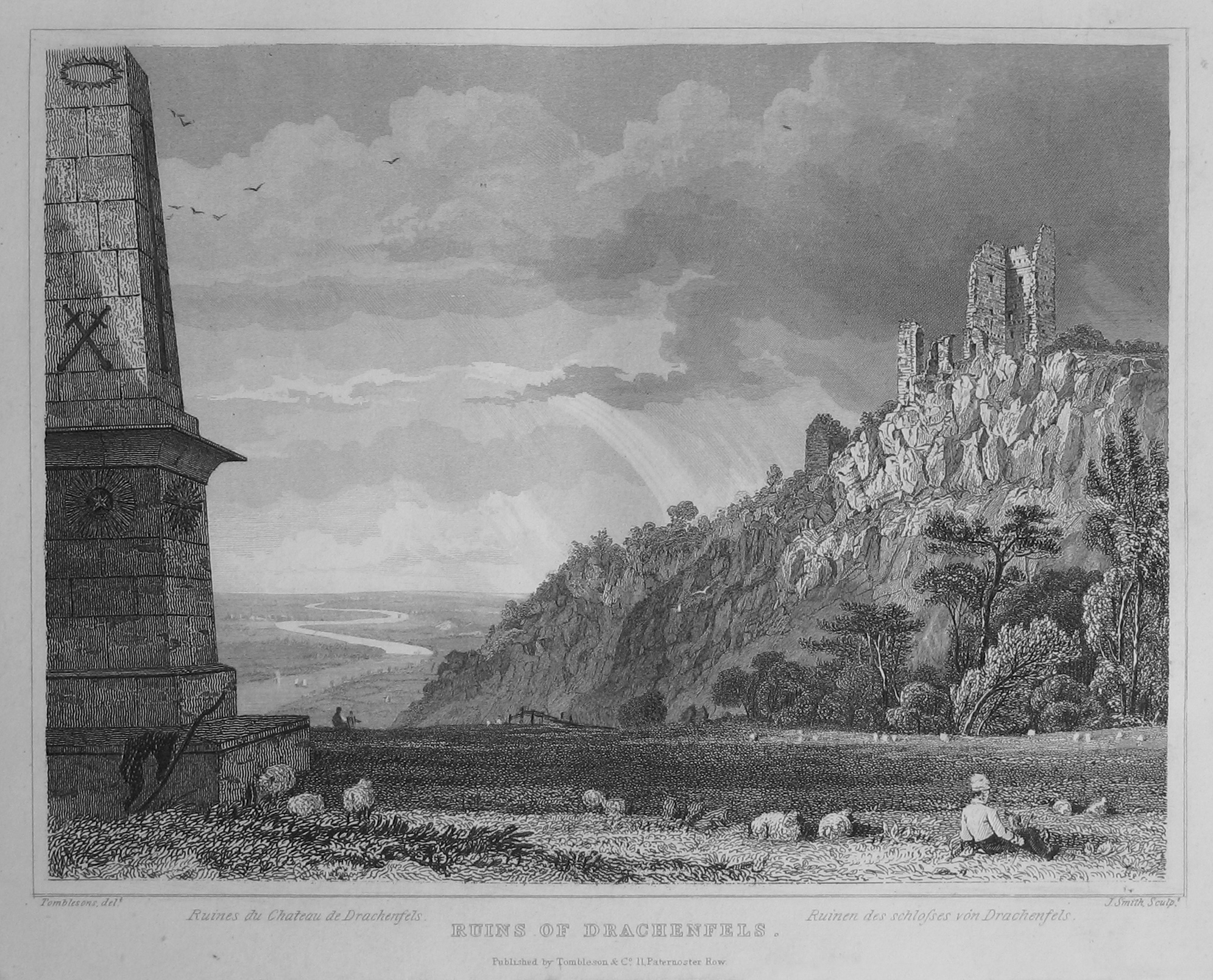
Stahlstich nach Tombleson um 1840
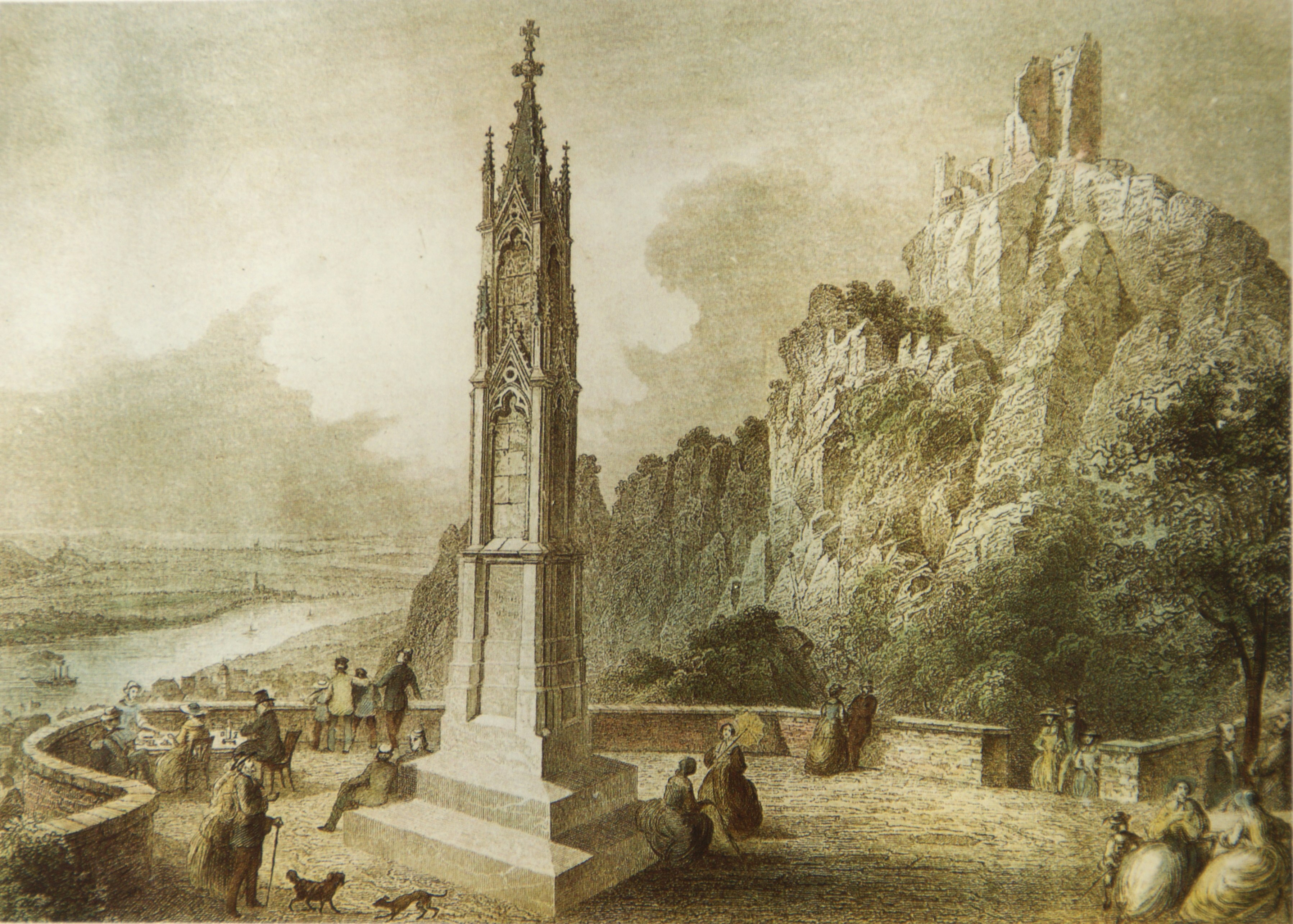
Landsturmdenkmal (ca. 1857)
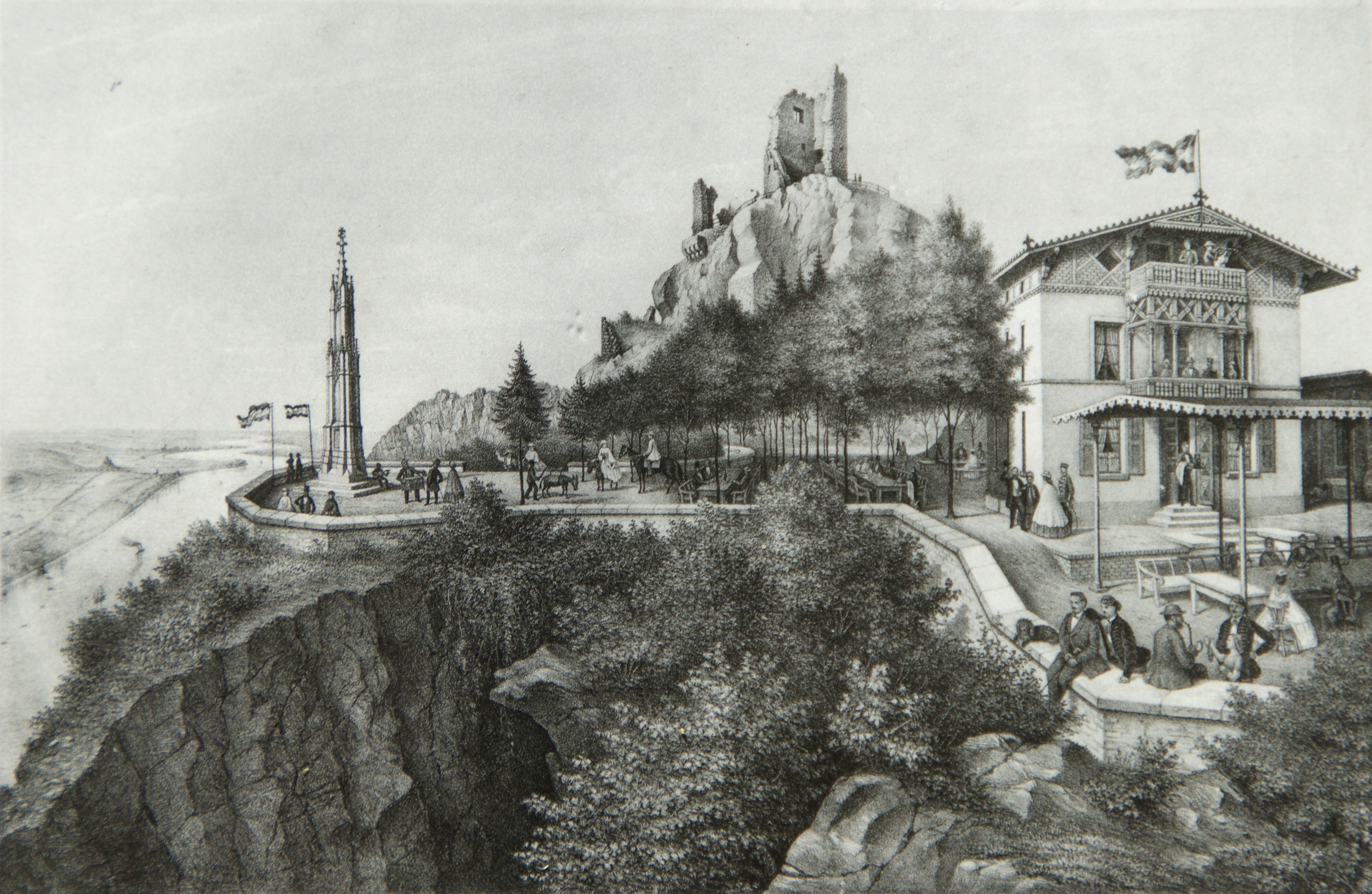
Gasthof mit Denkmal
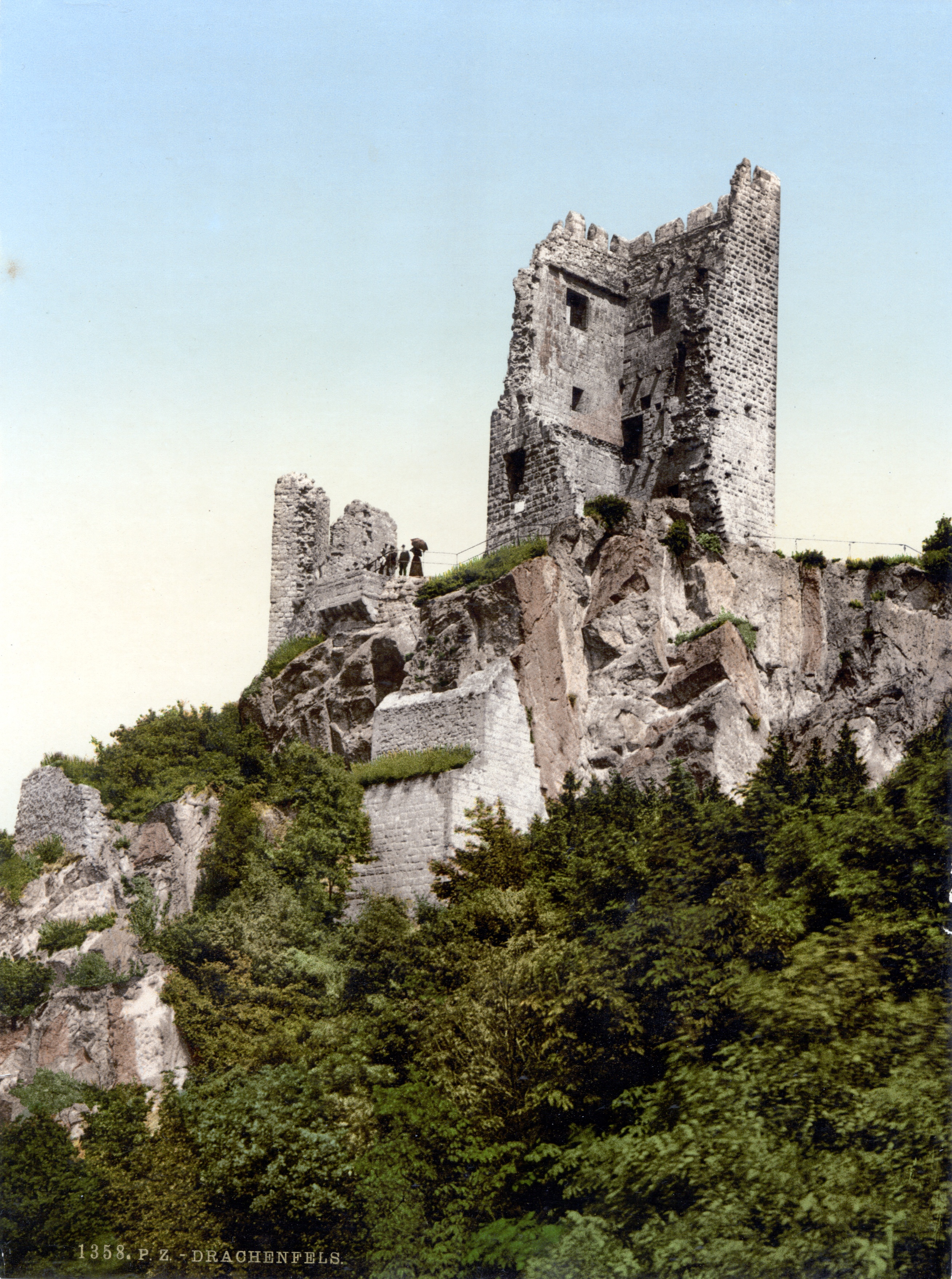
Die Burgruine um 1900
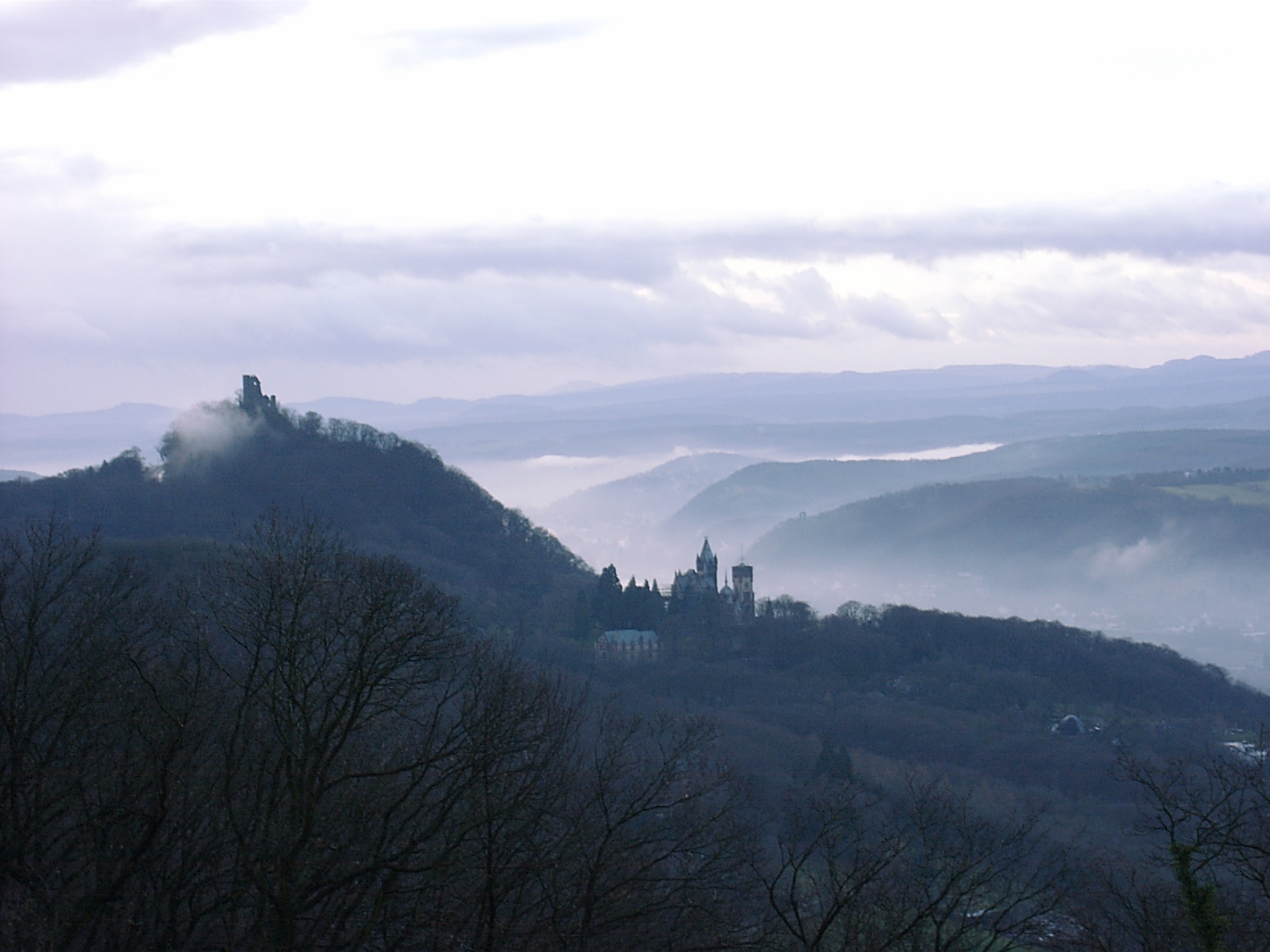
Drachenfels (links) vom Petersberg aus

Bauzeichnung und ähnliches sind im Lauf der Jahrhunderte verloren gegangen; wie die Burg Drachenfels einmal ausgesehen hat, ist im Detail nicht mehr bekannt. Nur die unzähligen Zeichnungen und Malereien, vor allem von der linken Rheinseite aus, sind die wichtigste Grundlage für eine Rekonstruktion. Bisher ist keine Zeichnung aus unmittelbarer Nähe aufgetaucht.
Eindeutig und noch heute erkennbar bestand die Burg aus drei Teilen. Zum einen der Bergfried, identisch mit dem viereckigen Turm, dann die Hauptburg, identisch mit den Besucherplateau und die niedere Burg oder Vorburg, wovon man einen Teil beim Betreten der Ruine zu sehen bekommt.

### Die niederste Burg
Wenn man sich auf der Terrasse mit dem Obelisken befindet, kann man kehrtmachen. Auf der rechten Seite sieht man das Burgrestaurant und dahinter die alte Burgschenke von 1936. Wenn man die Schenke passiert hat, sieht man hinter dem Gebäude die Bergstation der Drachenfelsbahn. Fast geradeaus ist der Eingang in die Ruine. Direkt am Anfang der Anlage auf der rechten Seite steht ein Rundturm, der den Türeingang schützte. Dass der Turm einmal zweigeschossig war, ist an den erhaltenen Kragsteinen erkennbar, die die Balken für den Boden stützen. Die Laibung dieses Eingangs in die Burg ist noch vorhanden. Ob es weitere Eingänge in die Burg gab, ist nicht mehr bekannt, ein eisenbeschlagenes Tor auf der heute nicht existierenden Südseite wäre sicherlich als erstes „entfernt“ worden. Bevor man endgültig den Eingang passiert, erkennt man links vom Eingang das Fundament der Ostseite der Vorburg.
Nachdem man die Ruine betreten hat, kann man zwei Wege auf das Plateau wählen, links ein kurzer und steiler Weg und geradeaus einer der an der Nordwand entlang geht. Die Beschreibung folgt diesem Weg, die Nordwand besteht aus Schießscharten und Balkenlöchern. In den Löchern steckten die Stützen für den Wehrgang, auf dem, hinter Mauerzinnen geschützt, die Schützen standen. Am Ende dieses Weges kommen wir auf ein kleines Plateau, auf dem seit 1914 ein Denkmal steht. Dahinter kann man noch einen Teil der Nordwand erkennen, die sich nur wenig von der Abbruchkante des ehemaligen Steinbruchs entfernt befindet. Etwa zehn Meter tiefer liegt der zum Gipfel führende Weg. Es ist bekannt, dass sich hier ein Rittersaal und ein Wohngebäude befanden, und die Kapelle stand hier. Des Weiteren könnte man hier Stallungen vermuten. Wenn man weiter aufsteigt, kommt man auf die Südseite der Vorburg. Auch hier ist nichts mehr vorhanden. Auf Grund eines Berichtes über einen Felssturz aus dem Jahr 1788 weiß man, dass hier die Küche und Räume für die Bedienung lagen. Anhand von Zeichnungen kann man in der Südwestseite der Burg einen viereckigen Turm erkennen, offensichtlich ein Wohngebäude, das als mächtiger Turm gestaltet war.

### Hauptburg
Man befindet sich wieder am Obelisken von 1914. Der Weg macht hier einen scharfen Knick nach links. Nach ein paar Schritten kommt man zum Eingang in die Hauptburg. In der Wand auf der linken Seite findet man abgerundete Mauerstücke, die neben den Zeichnungen aus dem 16. Jahrhundert zeigen, dass sich dort ein hohes Gebäude befand. In der Wand muss sich ein Ecktürmchen befunden haben, das den gesamten Bereich kontrollierte, den man vorher passierte. Der Weg geht jetzt nach rechts, und über ein paar angedeutete Stufen gelangt man auf das Besucherplateau. Schräg links sieht man den Bergfried. Wenn man sich weiterbewegt, erkennt man auf der rechten Seite Mauerreste mit einem Fenster. Dieses wird auch „Kölner Fenster“ genannt.

### Bergfried
Im Zentrum der Hauptburg erhebt sich der Bergfried. Auf der Südwestseite ist ein Teil vermutlich 1788 abgestürzt, was ihm damit aber eine schlichte Eleganz gibt, zahlreiche Zeichnungen und später Fotos aus den letzten 200 Jahren haben vor allem diesen Teil ins Zentrum ihrer Darstellung platziert. Dieser Burgteil ist 25 m hoch, 10,5 m breit und 9,20 m tief. Beim Sturz ist die Hälfte der Südmauer und fast die ganze Westmauer verloren gegangen.
Es hat drei Geschosse, das unterste Geschoss hat üblicherweise keinen Eingang und wurde nur durch spärliche Lichtschlitze erhellt, auf der Ost- und Südseite sind diese noch erhalten. Im mittleren Stockwerk befand sich auf der Ostseite der Eingang. Das darüberliegende Geschoss hat drei Fenster, wovon sich eines noch im ursprünglichen Zustand auf der Ostseite befindet. Reste zeigen, dass sich hier noch eine Treppe befand, um die Turmkrone zu erreichen. Die höchsten Punkte auf dem Drachenfels sind zwei Blitzableiter auf den Zinnen. Dazwischen steht die Antenne der Amateurfunk-Relaisstelle DB0SB (analoger Sprechfunk, ATV und HAMNET-Datenfunk), die zugleich ein Webcambild des südlich gelegenen Rheintals bereitstellt.

## Ausblick
Bei klarem Wetter erkennt man die höheren Gebäude Kölns, unter anderem die beiden Turmspitzen des Kölner Doms oder den Fernsehturm, welche sich deutlich über den Horizont erheben. Wenn man dann zur Brüstung geht, wird einem klar, dass hier ein beträchtlicher Teil der Burg den Steinbrechern zum Opfer gefallen ist. Dafür wird man mit einem hervorragenden Ausblick auf die Region belohnt. Keine Bäume oder Gebäude behindern den Blick auf den Rhein auf einer Strecke von ca. 50 km. Der Rhein taucht bei Unkel auf. Durch den Westerwald und die Eifel wird der Blick begrenzt. Klar zu erkennen ist der gesamte Talbereich der Stadt Bad Honnef mit den Inseln Grafenwerth und Nonnenwerth. Nach rechts blickend sieht man Mehlem und Bad Godesberg mit der Godesburg. Dieser Bonner Stadtbezirk hat in seinem Rücken die ersten Ausläufer der bewaldeten Eifel, so dass bestimmte Dörfer und vor allem die Stadt Meckenheim hinter den Hügeln versteckt sind. Weiter rechts ist das nördlichere Bonn zu erkennen, auffällig sind dort besonders die Bauwerke im Bundesviertel, die beiden hintereinanderliegenden höchsten Gebäude der Bundesstadt – Post Tower und Langer Eugen – stechen besonders heraus. Wenn man den Blick senkt, sieht man Königswinter und alle Städte der rechten Rheinseite, bis diese durch den immer flacheren Blickwinkel und im Dunst am Horizont verschwinden.

## Landsturmdenkmal

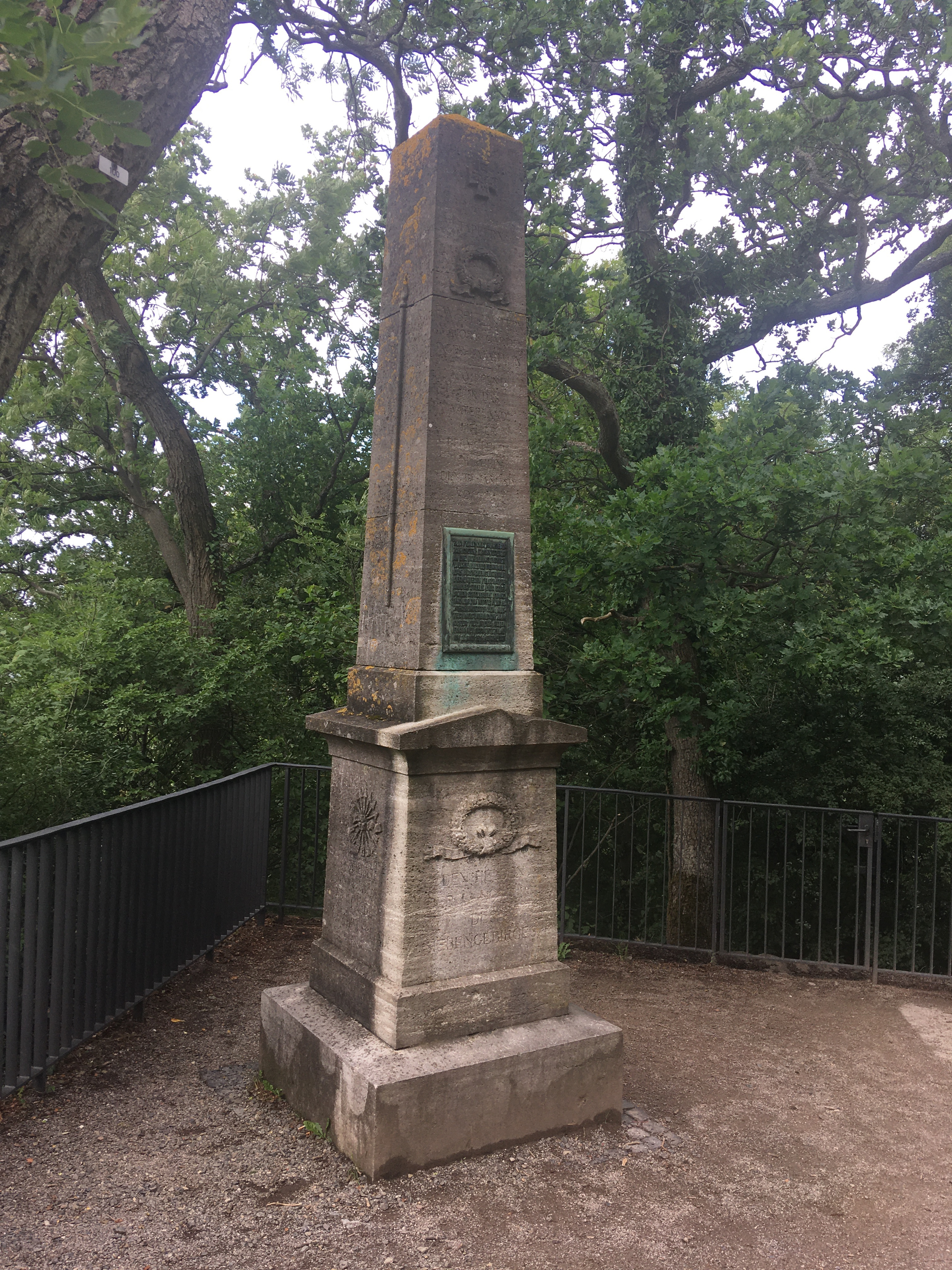
Landsturmdenkmal (1914)

Seit Mai 1914 befindet sich am Platz unterhalb des Kölner Fensters eine etwa fünf Meter hohe Nachbildung des ersten Landsturmdenkmals von 1814 in Gedenken an die gefallenen Kämpfer des freiwilligen Landsturms des Siebengebirges im Zuge der Befreiungskriege 1813–1815.

## Tourismus
Mit dem Ende der napoleonischen Herrschaft und dem Beginn der Romantik setzte starker Reiseverkehr am Rhein ein. Der Besuch von George Gordon Byron im Mai 1816 macht die Ruine Drachenfels international bekannt.